# 45. vestlige længdekreds
Den 45. vestlige længdekreds (eller 45 grader vestlig længde) er en længdekreds, der ligger 45 grader vest for nulmeridianen. Den løber gennem Ishavet, Grønland, Atlanterhavet, Sydamerika, det Sydlige Ishav og Antarktis.